# El Calvari (Girona)
La muntanya d'El Calvari o muntanya de la O és una muntanya de 174 metres que es troba al municipi de Girona, a la comarca del Gironès. Com el seu nom indica, el viacrucis de la ciutat es troba en aquesta muntanya, i finalitza amb una capella al cim del turó (la capella del Calvari).